# Hypertrådning
Hypertrådning (eng. Hyper-threading, HT) är ett processortillägg i Intels processorer som gör att två programprocesser eller trådar kan köras parallellt med liknande prestanda som en dator med två processorer eller processorkärnor, istället för att processorn behöver växla mellan processerna med tidsdelad multikörning. Med detta HT‑tillägg går processorn så att säga runt operativsystemets internanalys och meddelar systemet att det finns två processorer, trots att det bara finns en. Genomgående tester har visat att en dator med HT får en prestandaökning, främst vid hård belastning. HT finns bland annat i Intels Pentium‑ och Xeonprocessorer.
Hyper‑threading, eller mer officiellt Hyper‑Threading Technology (HTT), är varumärket för Intels hårdvarustöd för effektiv flertrådning som de använder i sin processor Pentium 4. AMD:s motsvarighet till hyper threading är multithreading genom SMT (Simultaneous Multi-Threading) som är baserat på en IBM-teknik.

## Funktion
Hypertrådning kringgår alltså systemet och meddelar detta att det finns två eller fler processorer. Detta ger datorn i många fall högre prestanda, eftersom den därmed kan utföra uppgifter som det annars skulle behövas två processorer att utföra. Om processorlasten är låg kan hypertrådning tvärtom medföra sämre prestanda.  Vad som krävs är att operativsystemet stödjer hypertrådning och det gör inte alla operativsystem. I system med Dualcore finns två kärnor, och detta gör att processorn inte låter sig "luras" av Hypertrådning. 
Processorer som stöder Hypertrådning kan utföra fler programprocesser och programvarutrådar på kortare tid än vad en dator utan denna teknik klarar av. Enligt Intel är en processor med HTT fem procent snabbare än en utan HTT. I dagsläget[när?] är skillnaden upp emot 30 procent. I Linuxkärnan 2.5.32 är prestandaförhöjningen så hög som 51 procent med HTT.
Hypertrådade processorer används såväl i hemdatorer som i bärbara datorer och i servrar, exempelvis Intels Xeonprocessor. Xeonprocessorn finns i en 32-bitars och en 64‑bitars version. Till speldatorer (spel är ofta oerhört processorintensiva) har Intel skapat en speciell processor som kallas Extreme edition. Den kombinerar hypertrådning med dualcore, vilket gör att den klarar av att utföra fyra kärnors arbete mot bara två som en processor med enbart Hyper‑Threading kan.

## Säkerhetsproblem
I maj 2005 sa Colin Percival från FreeBSD‑projektet att han har hittat en bugg i säkerheten vid användandet av hypertrådning. Genom att utnyttja de delade cachar som används av internminnet i en dator, tillåter ett system som använder hypertrådning för parallellt körande program, som inte körs med administratörsrättigheter eller motsvarande, att komma åt känsliga data (till exempel kryptonycklar).